# Herne (Wielka Brytania)
Herne – wieś w Anglii, w hrabstwie Kent, w dystrykcie Canterbury. Leży 9 km na północ od miasta Canterbury i 90 km na wschód od centrum Londynu.
W 2001 miejscowość liczyła 7325 mieszkańców.